# Centre hospitalier universitaire de Yopougon
Le Centre hospitalier universitaire de Yopougon est une formation sanitaire ivoirienne installée à Abidjan et ouverte au public depuis 1990. Il est subdivisé en trois blocs dont deux sont consacrés aux services de médecine interne, de chirurgie générale, de l'imagerie et de neurologie tandis qu'un bloc est réservé au couple mère-enfant et rassemble les services de gynécologie-obstétrique, de pédiatrie médicale, de néonatologie et de chirurgie pédiatrique.

## Historique
Le Centre Hospitalier Universitaire (CHU) de Yopougon a ouvert ses portes au public depuis 1990. Pour des raisons d'amélioration de prise en charge des patients, il a été fermé le 20 septembre 2019 pour des travaux de rénovation,,. Grâce à cette rénovation, la capacité d’accueil des urgences du Centre Hospitalier de Yopougon est passé à 32 lits aujourd’hui contre 12 lits avant la réhabilitation. Avant les travaux, les blocs opératoires étaient 7 et nous en sommes à 32 aujourd'hui. La réanimation compte actuellement 25 salles. Concernant le nombre de box de consultation et d’isolement, une amélioration a été opérée. En effet, une amélioration a également été faite dans la mise à niveau de la stérilisation. En un mot, dans tous les locaux rénovés, des équipements de pointe ont été installés.

## Organisation
Le Centre hospitalier universitaire de Yopougon a pour missions de dispenser des soins d’urgence, de proposer des examens de diagnostic ainsi que des consultations et des traitements. Il offre également des possibilités d'hospitalisation aux malades. Multiples initiatives de développement d'actions de médecine préventive sont également visées par cette formation qui participe à Abidjan avec les CHU de Cocody et de Treichville à l’enseignement universitaire et post-universitaire de type médical, mais aussi, à la formation pharmaceutique, odontologique et paramédicale. Le CHU de Yopougon reste, en outre, un centre de recherche médicale, pharmaceutique et odontologique,.

## Critiques
Malgré le fait qu'il compte parmi les hôpitaux publics les plus récents d'Abidjan, le CHU de Yopougon est critiqué notamment en raison du mauvais accueil et traitement des urgences. N'ayant pas été conçu à l'origine pour être un hôpital universitaire, ces urgences dites « porte », regroupant le service des urgences de chirurgie, de médecine et de pédiatrie, sont jugés exigus, inadapté, sous-équipés et sous-entretenus. Début 2018, une altercation a d'ailleurs eu lieu au CHU, un médecin refusant de prendre un patient amené en urgence par les pompiers ; événement qui n'est pas particulièrement exceptionnel.